# Bookoff Corporation
Bookoff Corporation (jap. ブックオフコーポレーション Bukku Ofu Kōporēshon) – zarządca sieci sklepów BOOK OFF (ブックオフ) zapis stylizowany: BOOKOFF z używanymi książkami i elektroniką. BOOKOFF jest największą firmą w Japonii specjalizująca się w handlu towarami używanymi. Oprócz książek, sklepy sieci sprzedają również inne używane produkty kulturalne m.in. mangi, płyty CD, DVD, gry wideo, konsole do gier, telefony komórkowe i przenośne odtwarzacze multimedialne.

## Działalność
Sklepy BOOKOFF są przestronne i zachęcają do czytania w środku. Kolejnym czynnikiem ich sukcesu jest to, że używają specjalnej maszyny do golenia krawędzi stron książek, aby wyglądały jak nowe. W ten sposób, oferując duży wybór nowych książek po obniżonych cenach, BOOKOFF aktywnie konkuruje z tradycyjnymi księgarniami, które nie mogą sprzedawać nowych książek po obniżonych cenach ze względu na lokalne przepisy.

## Galeria

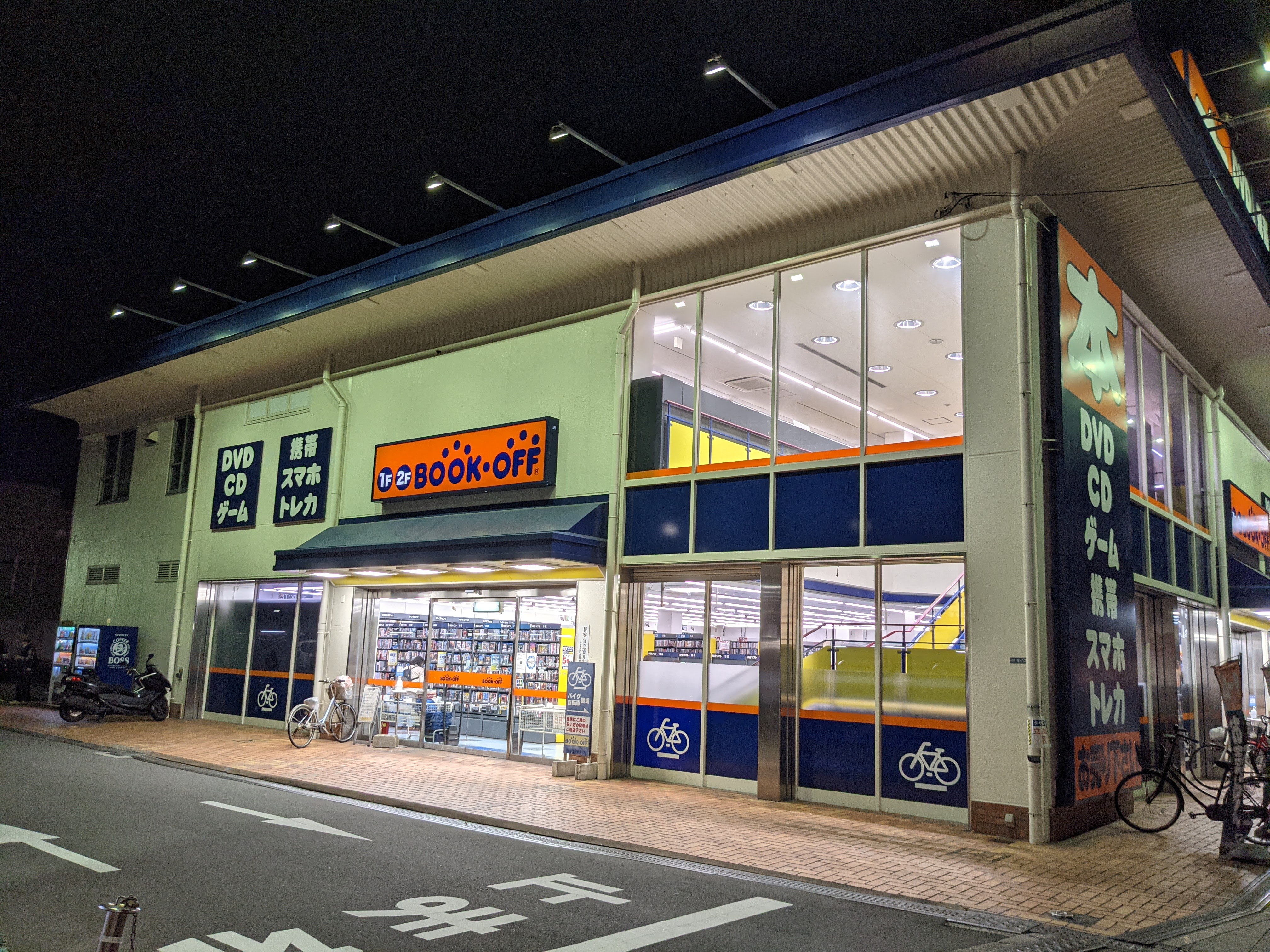
Budynek BOOKOFF
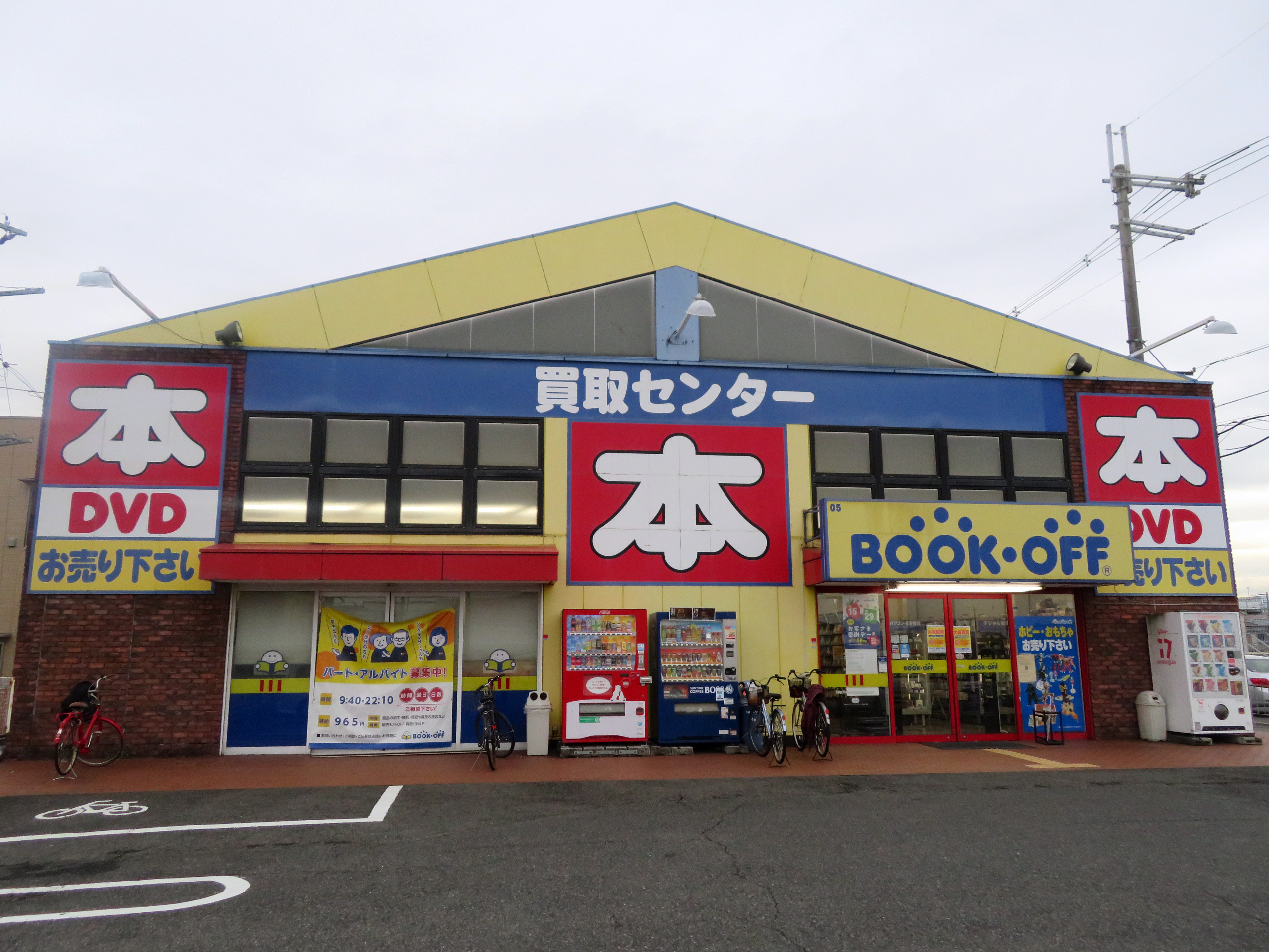
Budynek BOOKOFF
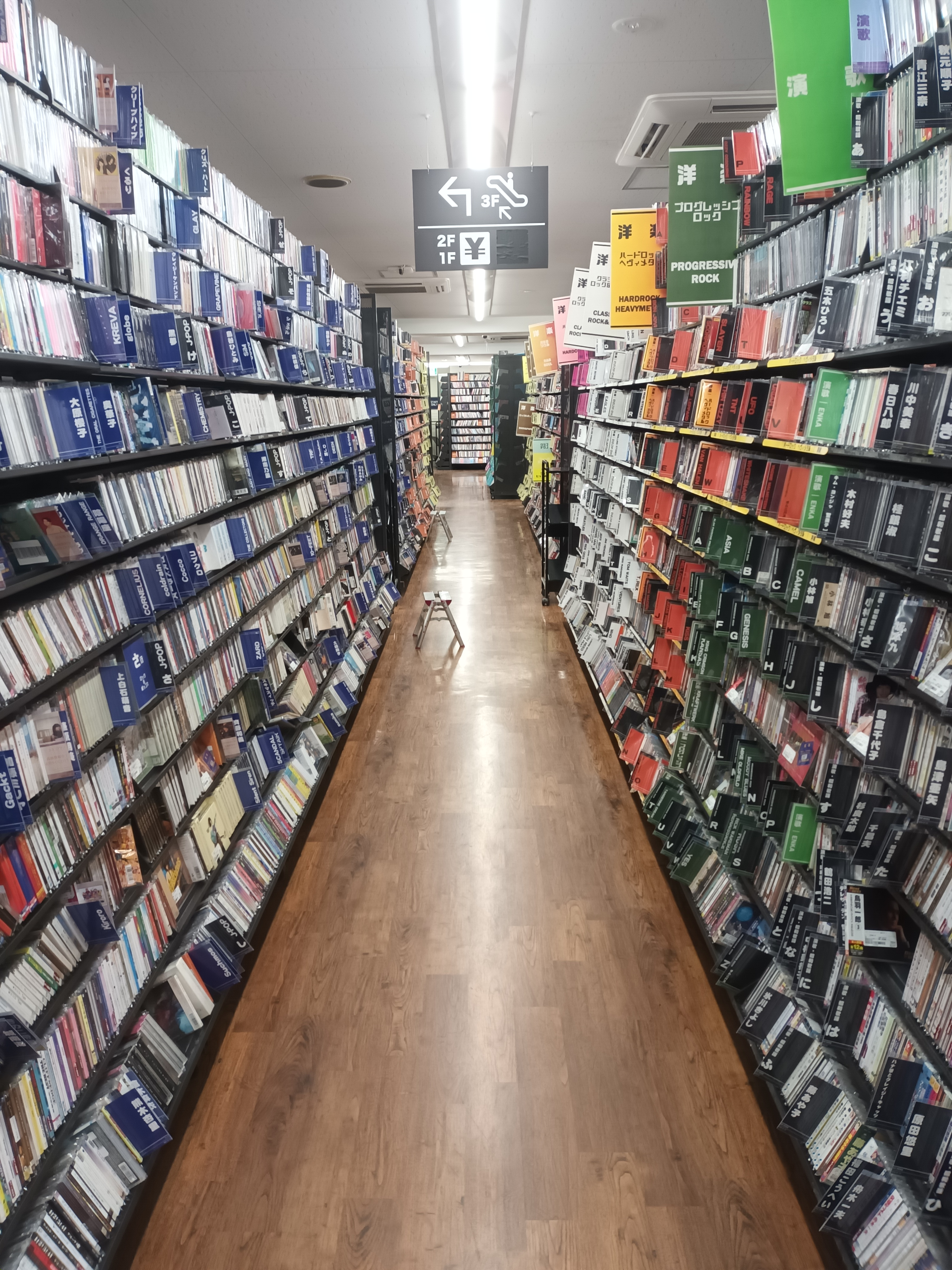
Wnętrze sklepu na piętrze z płytami CD
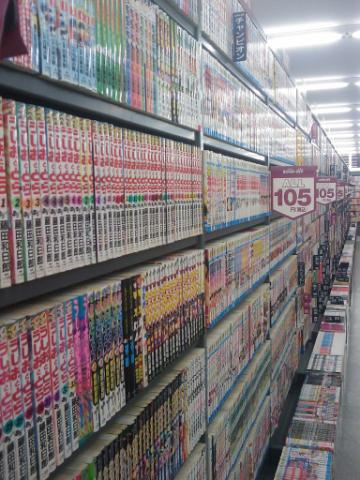
Wnętrze sklepu na dziale z mangami
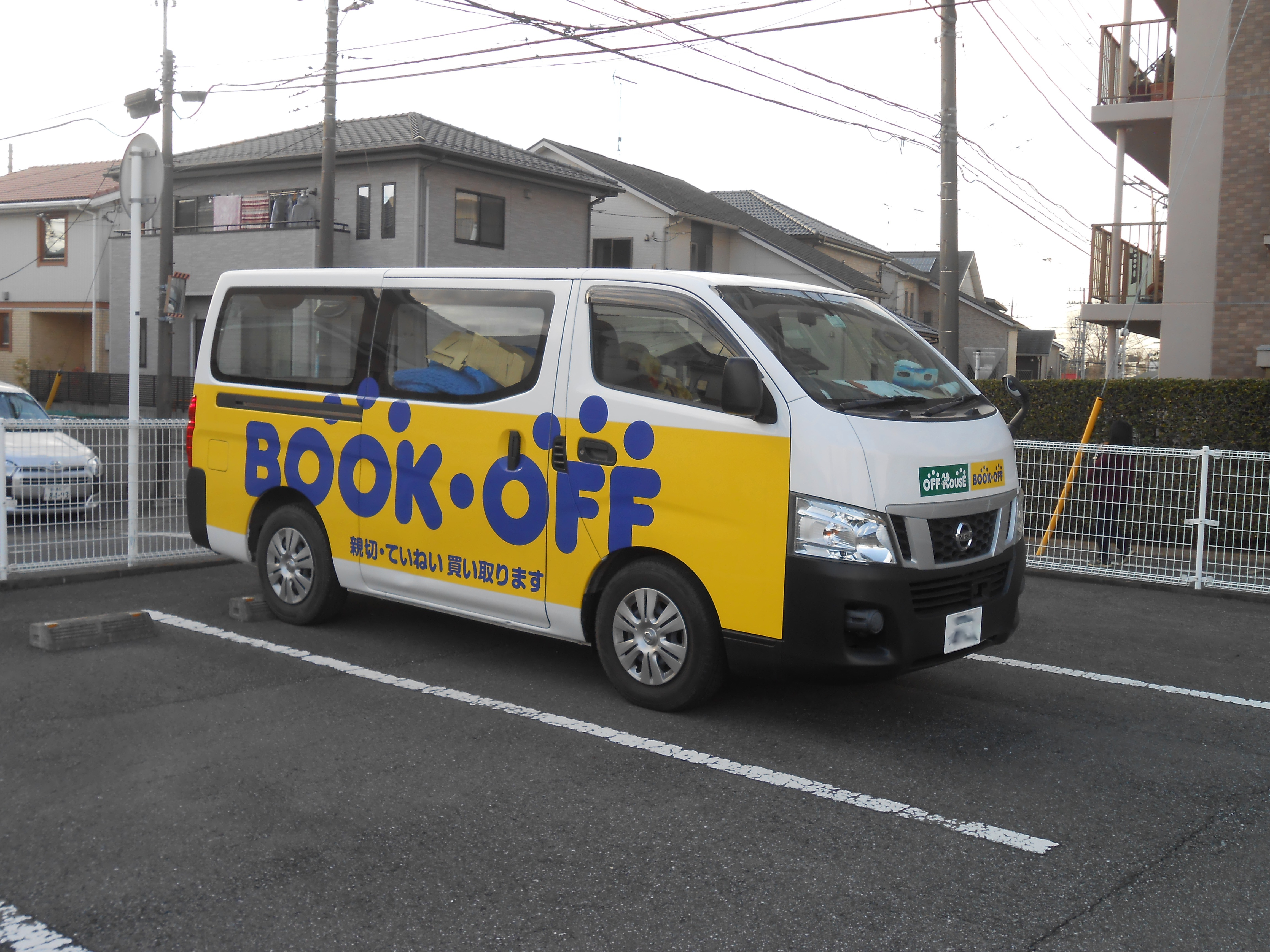
Pojazdy używany przez BOOKOFF